# Косцянкі (Турецький повіт)
Косцянкі (пол. Kościanki) — село в Польщі, у гміні Добра Турецького повіту Великопольського воєводства.
Населення — 56 осіб (2011).
У 1975-1998 роках село належало до Конінського воєводства.

## Демографія
Демографічна структура станом на 31 березня 2011 року:
|          | Загалом | Допрацездатний вік | Працездатний вік | Постпрацездатний вік |
| -------- | ------- | ------------------ | ---------------- | -------------------- |
| Чоловіки | 30      | 8                  | 17               | 5                    |
| Жінки    | 26      | 5                  | 17               | 4                    |
| Разом    | 56      | 13                 | 34               | 9                    |